# 角化病
角化病（keratosis）是皮肤暴露部分或黏膜的小片暗色鳞屑病变，為角蛋白在黏膜或皮膚中生長的疾病，會造成表皮局部變厚。
以下的幾種都屬於角化病：
- 光化性角化病，屬於一種皮膚癌前病變[4]。
- 烴角化病（英语：hydrocarbon keratosis），接觸到多環芳香烴會有的癌前皮膚病變。
- 毛髮角化病，多發生在四肢，特徵為出現可能發癢的丘疹，並伴有不同程度的發紅或發炎。
- 脂溢性角化病，是一種角化細胞增生導致的良性腫瘤。
- 砷角化病（英语：Arsenical keratosis），是因為砷造成皮膚角蛋白的增長。
- 慢性瘢痕性角化病（英语：Chronic scar keratosis），是長期存在疤痕出現的病變。

角化病和角皮病不同，後者有表皮显著增厚，通常出现在手掌和脚底。

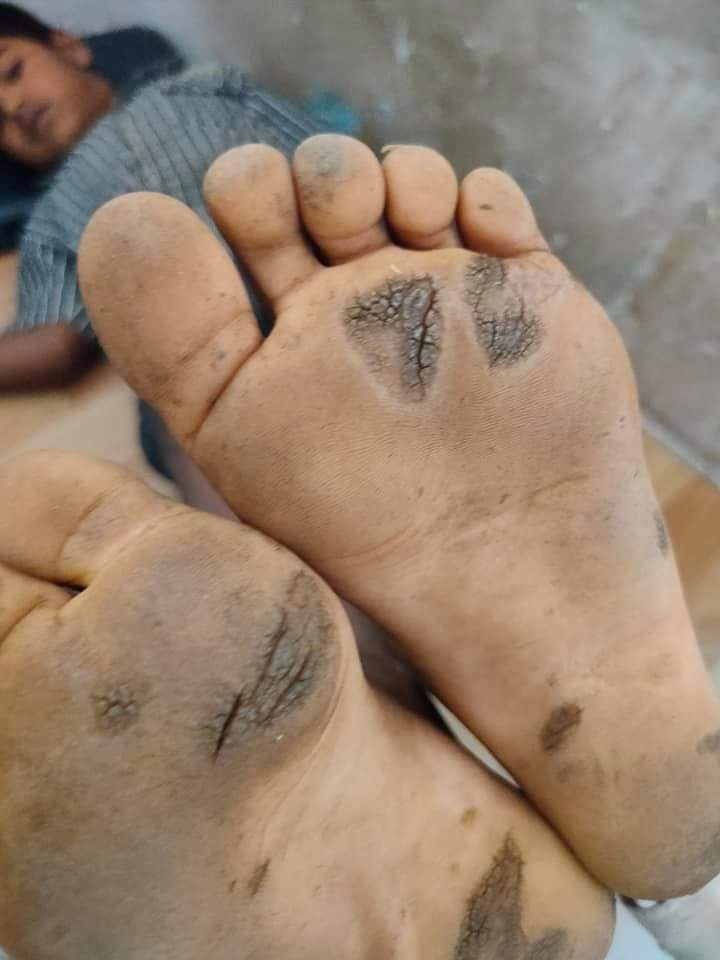
此患者有弥漫性角皮病（不同於角化病），累及大部分手掌和足底。